# Гауптштурмфюрер

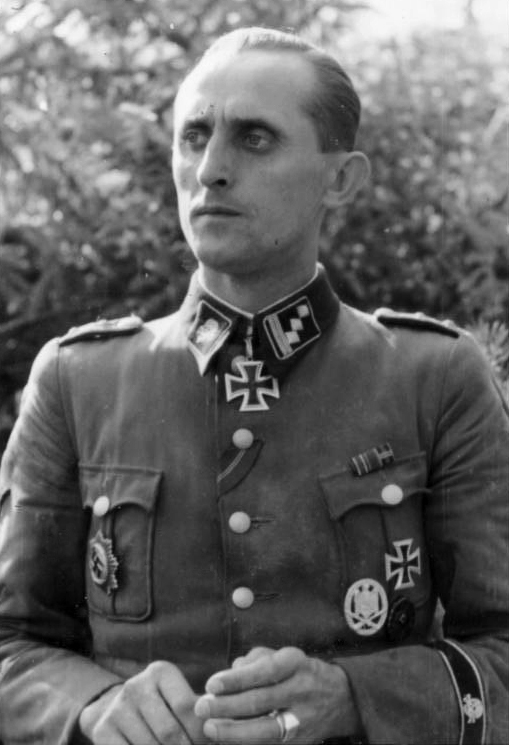
Гауптштурмфюрер войск СС Макс Зела

Гауптштурмфюрер CC (нем. SS-Hauptsturmführer; сок. Hstuf) — специальное звание в СС.
В структуре Общих СС из трёх-четырёх «труппе» (SS-Truppe) составлялся «штурм» (SS-Sturm), который можно по численности приравнять к армейской роте. Это подразделение территориально охватывало небольшой город, сельский район. В штурме насчитывалось от 54 до 180 человек. До 1934 года, «Ночи длинных ножей», руководитель штурма назывался штурмгауптфюрер (SS-Sturmhauptführer, сокращённо Stuhaf). После 1934 года звание было изменено на гауптштурмфюрер, что означало то же самое, и знаки различия остались прежними.

## Знаки различия
| Гауптштурмфюрер SS, SA, NSKK и NSFK                           |                         |                         |                         |                                 |                       |                      |
| Знаки различия - Погон - Нарук. наши. (Маск. кост.) - Петлица | Schutzstaffel (нем. SS) | Schutzstaffel (нем. SS) | Schutzstaffel (нем. SS) | Штурмовые отряды (SA)           | НC мех. корпус (NSKK) | НC авиакорпус (NSFK) |
| Знаки различия - Погон - Нарук. наши. (Маск. кост.) - Петлица |                         |                         |                         |                                 |                       |                      |
| Знаки различия - Погон - Нарук. наши. (Маск. кост.) - Петлица | только Ваффен-СС        | только Ваффен-СС        | - Общие СС - Ваффен-СС  | Штурмгауптфюрер (до 1939/40 г.) | Петлицы               | Петлицы              |

После создания войск СС в 1936 году звание соответствовало капитану (гауптману, ОФ-2 в западных вооружённых силах) вермахта. Соответственно, гауптштурмфюреры в войсках СС, как правило, занимали должности командира роты, а также ряд административных и штабных должностей, таких, как полковой адъютант и тому подобные. Это звание носили известные нацистские врачи Август Хирт и Йозеф Менгеле. Также это звание носил комендант концлагеря Плашов Амон Гёт.